# Unai Osa Eizaguirre
Unai Osa Eizaguirre (Zestoa, 12 de juny de 1975) va ser un ciclista basc, que fou professional entre 1997 i 2006. El seu germà Aitor també fou ciclista professional.
Com a ciclista amateur aconseguí importants victòries, com ara el Campionat d'Espanya en ruta júnior el 1995 o el Memorial Valenciaga, el 1996.
El 1997 va fer el pas al professionalisme de la mà de l'equip Banesto, coincidint a l'equip amb cilistes de la talla d'Abraham Olano, Alex Zulle o José María Jiménez.
El 1999 aconseguí les úniques victòries com a professional de la seva carrera, la Clàssica dels Alps i el Tour de l'Avenir. El 2001 aconseguí el millor resultat de la seva carrera en una gran volta, en acabar tercer al Giro d'Itàlia, per darrere Gilberto Simoni i Abraham Olano.
El 2006, junt a son germà Aitor, va fitxar per l'equip Liberty Seguros de Manolo Saiz. Aquell mateix any, en el marc de l'Operació Port, fou identificat per la Guàrdia Civil com a client de la xarxa de dopatge dilerada per Eufemiano Fuentes, sota els noms en clau número 7, UNO, UNA i 1ai. Unai Osa no fou sancionat per la Justícia espanyola en no ser el dopatge un delicte a Espanya en aquell moment, i tampoc va rebre cap sanció esportiva en negar-se el jutge instructor del cas a facilitar als organismes esportius internacionals (AMA, UCI) les proves que demostrarien la seva implicació com a client de la xarxa de dopatge.
Com a conseqüència de l'Operació Port el màxim patrocinador del seu equip, Liberty Seguros, abandonà el ciclisme a mitjan temporada. Amb aquesta decisió deixava en una situació incerta tots els ciclistes de l'equip. L'equip canvià de propietaris i es reanomenà Astana. Els germans Osa es trobaren amb greus problemes per trobar un equip ProTour.
A finals de desembre de 2006, quan s'estava entrenant per Zarautz junt al seu germà, va patir una caiguda, fruit d'un cop de vent, que li provocà una fractura de clavícula de la qual hagué de ser operat. Aquesta situació el portà a la retirada.
Des de la retirada col·labora ocasionalment amb EiTB en l'emissió de carreres ciclistes.

## Palmarès
- 1996
  - 1r al Memorial Valenciaga
  - 1r a la Volta al Bidasoa i vencedor de 3 etapes
- 1999
  - 1r a la Clàssica dels Alps
  - 1r al Tour de l'Avenir

### Resultats al Tour de França
- 2002. 18è de la classificació general

### Resultats al Giro d'Itàlia
- 2000. Abandona
- 2001. 3r de la classificació general
- 2005. 16è de la classificació general
- 2006. 18è de la classificació general

### Resultats a la Volta a Espanya
- 2000. 56è de la classificació general
- 2001. 22è de la classificació general
- 2003. 9è de la classificació general
- 2004. 21è de la classificació general
- 2005. 17è de la classificació general